# Agbia
Agbia (łac. Diocesis Agbiensis) – stolica historycznej diecezji w Cesarstwie rzymskim (prowincja Afryka Prokonsularna). Wzmiankowana pierwszy raz w III wieku. Współcześnie leży w Tunezji i jest katolickim biskupstwem tytularnym. Pierwszym biskupem tytularnym został polski kapłan, Michał Godlewski.

## Biskupi tytularni
| Lp. | Biskup                   | Funkcja                                                           | Od                   | Do                |
| --- | ------------------------ | ----------------------------------------------------------------- | -------------------- | ----------------- |
| 1   | Michał Godlewski         | biskup pomocniczy łucki i żytomierski (ZSRR)                      | 21 października 1916 | 14 stycznia 1949  |
| 2   | Inácio Dal Monte OFMCap. | biskup koadiutor Joinville (Brazylia)                             | 15 marca 1949        | 21 maja 1952      |
| 3   | Alfonso Zaplana Bellizza | biskup pomocniczy Trujillo (Peru)                                 | 14 lipca 1952        | 17 grudnia 1957   |
| 4   | Bartholomew Kim Kyon-pae | wikariusz apostolski Jeonju (Korea Południowa)                    | 26 stycznia 1957     | 30 kwietnia 1960  |
| 5   | Leo Lemay SM             | wikariusz apostolski Północnych Wysp Salomona (Papua-Nowa Gwinea) | 14 czerwca 1960      | 15 listopada 1966 |
| 6   | António da Fonseca       | emerytowany biskup Vila Real (Portugalia)                         | 10 stycznia 1967     | 27 stycznia 1971  |
| 7   | Jakob Mayr               | biskup pomocniczy Salzburga (Austria)                             | 12 marca 1971        | 20 września 2010  |
| 8   | Pedro Cunha Cruz         | biskup pomocniczy Rio de Janeiro (Brazylia)                       | 24 listopada 2010    | 20 maja 2015      |
| 9   | Uriah Ashley             | biskup pomocniczy Panamy                                          | 25 czerwca 2015      | 25 listopada 2020 |